# Prêmio Internacional José Martí
O Prêmio Internacional José Martí (em castelhano:  Premio Internacional José Martí) é um prêmio de Cuba outorgado pela UNESCO a indivíduos ou organizações por contribuições excepcionais no campo da integração latino-americana. Seu nome é em homenagem ao herói nacional cubano José Martí.

## História
Por iniciativa da República de Cuba, o Conselho Executivo da UNESCO estabeleceu Prêmio Internacional José Martí em novembro de 1994, que serve para "promover e premiar uma atividade de mérito excepcional, de acordo com os ideais e o espírito" do líder, pensador e poeta independentista cubano José Martí.
O Prêmio tem como objetivo promover e premiar atividades especialmente meritórias que, em consonância com os ideais e o espírito de José Martí tenham contribuído para a unidade e a integração dos países da América Latina e do Caribe, ou à preservação das identidades, tradições culturais e valores históricos desses países.

## Agraciamento
Os vencedores dos prêmios são selecionados por decisão unânime por um júri de sete pessoas – cinco "pessoas eminentes" nomeadas pelo diretor-geral da UNESCO, outra figura eminente escolhida pelas autoridades cubanas e um representante do diretor-geral – a partir de uma lista de candidatos apresentada pelos Estados-membros da UNESCO e organizações não-governamentais credenciadas. Indivíduos, grupos de pessoas e instituições são todos elegíveis como candidatos.
O prêmio é concedido pela Organização das Nações Unidas para a Educação, a Ciência e a Cultura (UNESCO) aproximadamente a cada quatro anos. Foi concedido pela primeira vez em 1995, no centenário da morte de José Martí. Além da distinção intrínseca concedida aos agraciados e a um diploma, o prêmio vem acompanhado de uma quantia em dinheiro (atualmente US$ 5.000), doada pelo governo de Cuba.

## Agraciados
«Há uma riqueza de verdades essenciais que cabem na asa de um beija-flor e que são, no entanto, a chave para a paz pública, a elevação espiritual e a grandeza nacional... Os homens devem viver no gozo natural e inevitável da liberdade, assim como vivem no gozo do ar e da luz... (e) ser culto é a única maneira de ser livre.»

—José Martí
| Ano  | Agraciado                                              | País                 | Ref.   |
| ---- | ------------------------------------------------------ | -------------------- | ------ |
| 2025 | Associação de Parteiras Unidas do Pacífico (Asoparupa) | Colômbia             | [ 4 ]  |
| 2023 | Paulo Estrade                                          | França               | [ 5 ]  |
| 2019 | Roberto Fernández Retamar                              | Cuba                 | [ 6 ]  |
| 2016 | Alfonso Herrera Franyutti                              | México               | [ 6 ]  |
| 2013 | Frei Betto                                             | Brasil               | [ 7 ]  |
| 2009 | Atilio Borón                                           | Argentina            | [ 8 ]  |
| 2005 | Hugo Chávez                                            | Venezuela            | [ 9 ]  |
| 2003 | Pablo González Casanova                                | México               | [ 10 ] |
| 1999 | Oswaldo Guayasamín                                     | Equador              | [ 6 ]  |
| 1999 | Milagros Palma Guzmán                                  | Nicarágua            | [ 6 ]  |
| 1999 | Georges Anglade                                        | Haiti                | [ 11 ] |
| 1995 | Celsa Alberto Batista                                  | República Dominicana | [ 12 ] |